# Simonas Bilis
Simonas Bilis (Panevėžys, 11 de noviembre de 1993) es un deportista lituano que compite en natación, especialista en el estilo libre.
Ganó dos medallas en el Campeonato Mundial de Natación en Piscina Corta de 2016, oro en los 100 m libre y bronce en 50 m libre. Participó en dos Juegos Olímpicos de Verano, en los años 2016 y 2020, ocupando el octavo lugar en Río de Janeiro 2016, en la prueba de 50 m libre.

## Palmarés internacional
| Campeonato Mundial en Piscina Corta | Campeonato Mundial en Piscina Corta | Campeonato Mundial en Piscina Corta | Campeonato Mundial en Piscina Corta |
| Año                                 | Lugar                               | Medalla                             | Prueba                              |
| ----------------------------------- | ----------------------------------- | ----------------------------------- | ----------------------------------- |
| 2016                                | Windsor (Canadá)                    | Medalla de oro                      | 100 m libre                         |
| 2016                                | Windsor (Canadá)                    | Medalla de bronce                   | 50 m libre                          |